# Tôma Aquinô
Thomas Aquinas (tiếng Ý: Tommaso d'Aquino, tiếng Latinh và tiếng Anh: Thomas Aquinas) (1225-1274), cũng phiên âm là Tômát Đacanh từ tiếng Pháp Thomas d'Aquin, là một tu sỹ, linh mục dòng Đa Minh người Ý và là một nhà thần học và triết học có nhiều ảnh hưởng trong truyền thống chủ nghĩa kinh viện mà trong lĩnh vực này ông cũng được gọi là "Doctor Angelicus" và "Doctor Communis". Tôma sinh ra tại lâu đài của cha mình: lâu đài Roccasecea, thuộc lãnh thổ Napoli. Phần tên "Aquinas" của tên ông là từ tên của vùng đất Aquino, vốn thuộc về gia đình ông cho đến năm 1137.
Thomas là người đề xướng quan trọng nhất của thần học tự nhiên, và là cha đẻ của học thuyết Thomas. Ông có ảnh hưởng đáng kể trong tư tưởng phương Tây, và nhiều triết học hiện đại đã được hình thành trong quá trình phát triển hoặc phản đối ý tưởng của ông, đặc biệt là trong các lĩnh vực đạo đức, luật tự nhiên, siêu hình học, và lý luận chính trị. Không giống như nhiều trường phái trong Giáo hội thời gian đó, Thomas chấp nhận một số ý tưởng do Aristotle đưa ra - người mà ông gọi là "vị Triết gia" - và ông đã cố gắng kết hợp triết học Aristotle với các nguyên tắc của Kitô giáo. Các tác phẩm của ông được biết đến nhiều nhất là Summa Theologica (Tổng luận thần học) và Summa contra Gentiles (Tổng luận chống lại dân ngoại). Bình luận của ông về Kinh Thánh và Aristotle là một phần quan trọng trong các tác phẩm của ông. Hơn nữa, ông còn nổi bật với những bài thánh ca Thánh Thể của mình, chúng đã trở thành một phần của phụng vụ Giáo hội.

## Tiểu sử
Cha ông là bá tước Landulf, một dòng tộc lâu đời ở phía nam nước Ý, mẹ ông là nữ bá tước Theodora của nhà Theate, một dòng dõi quý tộc Norman. Thuở thiếu thời ông theo học tại tu viện Monte Cassino, tiếp đến ông học ở đại học Naples, khi tốt nghiệp ông đi theo học các tu sĩ dòng thánh Dominic. Các trưởng tu sĩ dòng thánh Dominic nhanh chóng nhận thấy tài năng của Thomas nên liền gửi anh tới Köln, ở đây Thomas trở thành học trò giỏi nhất và sau này là đồng nghiệp của Albertus Magnus. Ông đi theo Albert đến Paris sau đó lại cũng theo Albert quay lại Köln và trở thành giáo sư. Sau này ông còn đi nhiều nơi như Naples, Paris, Rome và nhiều nơi khác ở Ý để giảng dạy và thuyết trình trước công chúng. Ông từng được nhiều vị hoàng mời tới để trao đổi thêm (Louis VIII, Charles,...) và cuối đời ông được phong Thánh.

## Sự nghiệp

### Tổng quát
Với nền tảng giáo dục như vậy, các tư tưởng và nghiên cứu của Thomas không khác gì của người thầy là Albert của mình. Thonas cũng rất hâm mộ Aristotle, Platon như người thầy của mình. Thomas bản chất vốn ít nghiên cứu, tìm tòi cái mới tuy nhiên ông lại cố gắng giải thích các điều căn bản của Aristotle và một số các nhà bác học khác sao cho đúng và giao thoa với Kinh Thánh, sao cho hợp ý Chúa. Chính xác hơn thì ông muốn sử dụng các kiến thức khoa học để phục vụ cho tôn giáo nhưng ông đã không thành công.
Nói chung, Thomas Aquinas là một trong những người đi sau kế thừa tư tưởng từ các bậc tiền bối nhiều nhất. Suy nghĩ lại những gì mà Aristotle để lại, chấp nhận tư tưởng của chủ nghĩa khắc kỷ, đồng quan điểm với chủ nghĩa Platon mới, Augustin thành Hippo, Boethius và dung hợp các quan điểm của Cicero, Averroes,..., đó là những gì mà Thomas đã làm.

### Đức tinvà lý trí[10]
Tuy kế thừa từ những con người xuất sắc như vậy, Thomas Aquinas lại cho thấy suy nghĩ riêng của bản thân. Đối với ngài Thomas, triết học và thần học không phải là một, chúng theo đuổi những đối tượng khác nhau. Tuy nhiên, các đối tượng này lại không có sự đối lập nào với nhau. Nếu đối tượng của triết học là nghiên cứu những chân lý của lý trí thì đối tượng của thần học là chân lý của lòng tin tôn giáo.
Từ lập trường mang tính chất dung hòa trên, Thomas đã cho rằng Thiên Chúa là khách thể cuối cùng của triết học và thần học, là nguồn gốc nền tảng của mọi chân lý. 
| “                | Chân lý của Chúa là thước đo của mọi chân lý. Mọi chân lý của lý tính cần được đo bằng chân lý của Chúa | ” |
| — Thomas Aquinas | |   |

Vì vậy, về nguyên tắc, không có sự mâu thuẫn nào giữa thần học và triết học, giữa đức tin và lý tính. Thomas còn viếtː
| “ | Thần học có thể tiếp thu một điều gì đó từ các bộ môn triết học, nhưng không phải vì cần thiết với điều đó, mà chỉ vì để làm cho dễ hiểu hơn các luận điểm của mình từ các khoa học khác mà trực tiếp lấy từ Chúa thông qua mặc khải | ” |

Ấy thế nhưng, Thomas Aquinas lại đánh giá triết học thấp hơn thần học. Triết học thấp hơn thần học giống như là lý tính của người không thể nào bằng trí tuệ của Thượng đế. Vì vậy, "để giải thoát, con người phải biết chạy trốn khỏi lý tính của mình thông qua sự mặc khải của Chúa".
Theo Thomas, mọi nhận thức đều đến từ cảm giác. Nhưng các đối tượng như Thương đế, thần linh, linh hồn lại là các đối tượng đặc biệt, đây là các đối tượng siêu nhiên, siêu cảm giác. Vì vậy, chỉ cảm giác thôi là chưa đủ. Chính vì thế, cảm giác phải được bổ sung bằng đức tin.
Nếu mâu thuẫn giữa đức tin và lý tính xuất hiện thì, theo Thomas, có dấu hiệu để một trong hai cái đã sai. Sai lầm đó sẽ thuộc về lý tính, bởi không có sai lầm nào trong sự mặc khải của Chúa.
| “                | Nếu nhà triết học và tín đồ cùng quan sát một tạo phẩm nào đó thì lời giải thích của họ sẽ xuất phát từ những căn cứ khác nhau. Các nhà triết học sẽ dựa trên nguyên nhân đầu tiên, tức là sẽ nói "trong mặc khải đã như vậy", vì trực giác có nguyên nhân tối cao, nên đức tin có thể được gọi là sự sáng suốt tối cao. Sự sáng suốt của con người phục vụ cho sự sáng suốt đó, thừa nhận sự vượt trội đó | ” |
| — Thomas Aquinas | |   |

So với các bậc tiền bối như Augustin thành Hippo, Anselm thành Canterbury hay Pierre Abélard, Thomas đã có sự phân định rõ ràng hơn giữa hai mặt lý trí và đức tin. Đồng thời, ông thể hiện rõ tính nhất nguyên của mình trong vấn đề này khi ông bác bỏ quan niệm "chân lý hai mặt" tồn tại và ông cho rằng người ta có thể dùng ly trí để làm sáng tỏ tính hợp lý của các định đề không thể chứng minh mà phải chấp nhận như những định đề tín ngưỡng. Thomas bày tỏ rằng cái làm nên giá trị của triết học không phải là tính cách của Cơ Đốc giáo mà là tính hợp lý. Sách Triết học Trung cổ châu Âu đã viết như thế này về Thomasː
| “ | Chính trong thời kỳ hiện tượng khủng hoảng, tư duy con người bị mất phương hướng, mà trước hết là quan niệm về một trật tự bị đảo lộn. Từ chỗ hướng ra thế giới các sự vật, giờ đây nó co mình trong ngôn ngữ. Bắt đầu từ Anselm và Abélard đã diễn ra quá trình đẩy triết học vào quỹ đạo của thần học. Nhưng ngay trong thần học kinh viện người ta lại cố gắng phục hồi và đề cao lý trí. Đó là động thái khá uyển chuyển nhằm duy lý hóa thần học, khoác lên nó một hình thức hào nhoáng, tránh sự công kích của các tầng lớp xã hội đang chờ thời cơ bày tỏ sự bất mãn của mình trước rào cản ý thức hệ quá ư nghiêm ngặt. Trong sự "tổng hợp kinh viện" của Thomas Aquinas, đã xác lập ranh giới giữa đức tin và lý tính - một không gian mà ở đó con người có thể hoạt động theo những suy tính của bản thân và kỳ vọng vào lý trí. Sự tương đồng giữa lý trí và đức tin có được do chỗ lý trí có khả năng khai mở tất cả, trừ những thực thể thần thánh. Vả chăng, Thượng đế trước hết cũng là lý trí có logic của mình, khác chăng ở Thượng đế nó vô hạn, còn ở con người nó có giới hạn. Tuy nhiên, cái hữu hạn của con người lại đồng nhất một phần nào đó của cái thần thánh. Bên cạnh đó, lý trí cũng được trao quyền tự chủ tương đối, kết nối những mối liên hệ giữa các tiểu loại và chủng loại sự vật. Sự dung hòa giữa đức tin và lý trí, giữa siêu nhiên và tự nhiên đạt được nhờ có thói quen ý thức rằng Thượng đế là bản thể có lý trí nên con người và tự nhiên do Thượng đế tạo ra cũng có đặc tính đó | ” |

### Giải thích Thiên Chúa[11]
Trước Thomas Aquinas, nhiều người cố chứng minh sự hiện hữu của Thượng đế theo chiều từ nguyên nhân đến kết quả. Đó là những nhà triết học theo cái gọi là thần học bản chất, khẳng định Thiên Chúa là một hữu thể tối cao, là đấng sáng tạo hoàn hảo, là một hiển nhiên tuyệt đối không cần phải chứng minh. Ông viết như sauː
| “ | Tự nó đã hiển nhiên rằngː chân lý đã hiện hữu, vì kẻ nào phủ nhận không có chân lý thì đã đương nhiên chấp nhận có chân lý rồi. Thực vậy, nếu không có chân lý thì quả thật chân lý không có; nhưng nếu một cái gì đúng thật thì phải là chân lý. Nhưng chính Thiên Chúa lại là chân lý, theo Saint Jean nóiː Ta là đường đi, là chân lý và sự sống. Vì vậy sự hiện hữu là hiển nhiên, phải biết rằng Thiên Chúa hiện hữu | ” |

Thiên Chúa đã được đánh giá đúng bản chất của mình. Đó là một hữu thể không thể tranh cãi và không cần giải thích. Nếu ai đó cố làm vậy với trí tuệ nhỏ bé của bản thân (tức chấp nhận rằng con người do Chúa sáng tạo ra) thì đó là điều không thể chấp nhận được.
Còn khi triết học có Thomas, mọi thứ đã bị đảo ngược lại. Étienne Gilson cho biết các luận chứng của Thomas Aquinas về Thiên Chúa là Thiên Chúa hiện hữu, rất khác so với những tiền bối của ông. Đây là cách giải thích Thiên chúa là hữu thể sáng tạo ra vạn vật (có cả con người). Cụ thể, sự hiện hữu của Thiên Chúa được chứng mình bằng năm con đường là đi tìmː
- Nguồn gốc đầu tiên của vận độngː Mọi chuyển động cần phải có động lực ban đầu nhưng cái đóng vai trò động lực, lực đẩy thì không nhất thiết phải ở trong chuyển động. Vì vậy, phải có một hữu thể là động lực của mọi vận động nhưng hữu thể đó không ở trong vận động.

| “                | Cần thiết phải dừng lại ở một đệ nhất động cơ nào không thể bị động bởi một động cơ nào khác và đệ nhất động cơ được mọi người hiểu là Thiên Chúa | ” |
| — Thomas Aquinas | |   |

- Nguyên nhân đầu tiênː Các nguyên nhân tác động trong thế giới không thể là vô cùng để mãi mãi đi từ nguyên nhân này đến nguyên nhân khác. Vì vậy, "nếu không có một nguyên nhân tác động làm giới hạn tuyệt đối cho chuỗi nguyên nhân tác động thì không thể có giới hạn cuối cùng hay giới hạn trung gian được". Nguyên nhân đầu tiên thông qua nguyên nhân trung gian hoặc qua nhiều hơn một nguyên nhân trung gian để nối liến với nguyên nhân cuối cùng. Bởi vậy, nguyên nhân đầu tiên và nguyên nhân cuối cùng thực chất là một. Vì vậy, nếu xóa bỏ nguyên nhân đầu tiên thì cũng có nghĩa là xóa bỏ nguyên nhân cuối cùng. Và nếu không xác định được giới hạn đầu tiên cho các nguyên nhân tác động thì cũng chẳng có nguyên nhân trung gian nào cả. Nếu điều đó xảy ra thì chỉ là một thế giới chết, bất động mà thực tế thì thế giới sinh sôi nảy nở không ngừng. Vì thế, không thể không có nguyên nhân đầu tiên và nguyên nhân đó chính là Thiên Chúa.
- Tính tất yếu đầu tiênː Các sự vật ở trạng thái ngẫu nhiên, vì thế "phải công nhận một hữu thể tự nó tất yếu, không phải và không cần có nguyên nhân cho sự tất yếu của nó ở bên ngoài bản thân nó. Tuy nhiên, nó lại là nguyên nhân tất yếu cho những cái khác. Hữu thể ấy mọi người gọi là Thiên Chúa.
- Thang bậc hoàn hảo nhấtː Các sự vật trong thế giới hiện hữuu trong các mức độ hoàn thiện khác nhau, nên "phải có một cái gì tuyệt đối thiện, tuyệt đối thực, tuyệt đối đẹp và có giá tri, vượt trên tất cả, và do đó, hữu thể một cách tuyệt đối. Vì vậy, phải có một hữu thể làm nguyên nhân cho hữu thể cái thiện hoàn hảo và mọi cái hoàn hảo khác cho tất cả mọi sự vật; hữu thể đó chúng ta gọi là Thiên Chúa."
- Mục đích tối caoː Tính chất hợp lý của giới tự nhiên không thể giải thích bằng những nguyên nhân tự nhiên. Vì vậy, cần tồn tại một thực thể siêu lý trí tự nhiên điềuu chính thế giới.

| “                | Những sự vật không có ý thức chỉ có thể quy hướng về một chủ đích với điều kiện, nhưng được hướng dẫn do một hữu thể nào có tri thức và thông minh như mũi tên của người xạ thủ. Vì vậy thiết yếu phải có một hữu thể thông minh nhờ đó tất cả mọi sự vật trong vũ trụ được quy hướng về một chủ đích. Hữu thể ấy ta gọi là Thiên Chúa. | ” |
| — Thomas Aquinas | |   |

Nhiều học giả thế hệ sau cho rằng tính đồng kết của năm con đường chứng minh sự hiện hữu của Thiên Chúa của Thomas Aquinas đều được xây dựng trên một nền tảng hiện sinh, trên cơ sở áp dụng tính tất yếu của mối liên hệ nhân quả. Trong đó, kết quả được xem là chứng ly đối chất để khẳng định sự hiện hữu của Chúa. Còn có thể có những nhận định, đánh giá khác nhau về cách chứng minh của ông, nhưng có lẽ dễ chấp nhận hơn cả là ý kiến của Gilson ("phải khởi đầu từ một hiện hữu, vì chỉ cần chấp nhận bất cứ một nguyên do nào hợp lý trong đời sống thường nhật thì cũng đủ chứng minh cho sự hiện hữu của Thiên Chúa").

### Quan điểm về vũ trụ[12]
Nói chung, Thomas Aquinas kế thừa suy nghĩ của các nhà triết học của chủ nghĩa kinh viện. Ông cho rằng hệ thống địa tâm của Ptolemey có giá trị như các giáo điều của tôn giáo. Ông ủng hộ quan điểm trung tâm của vũ trụ là Trái Đất bất động. Mặt Trời, Mặt Trăng và 5 hành tinh gắn với những hình cầu do các tinh thần đặc biệt trấn giữ, làm xung lực để quay quanh Trái Đất. Giới hạn cuối cùng của Trái Đất là hình cầu thứ tám. Bước ra khỏi nó là nơi của Chúa trời. Con người sống ở trung tâm của vũ trụ. Mọi cái sinh ra đã hàm chứa ngay mục đích từ đầu. "Cuộc sống của sư tử không thể thiếu sự tàn bạo của bạo chúa", những thiên tai như động đất, lụt lội, bão tố, mưa đá là Chúa trời gây ra để trừng phạt con người. Nhưng trời không thể nào chừng trị con người vô tội và người gián tiếp vào thế phải chấp nhận để được sinh tồn. Những hậu quả trên phải có nguyên nhân tác động đến vũ trụ

### Ý kiến về cái chung
Thomas Aquinas đã đứng trên lập trường chủ nghĩa duy thực ôn hòa để giải quyết cái chung. Theo ông, cái chung tồn tại tên ba mặtː
- Là mẫu mực lý tưởng của các sự vật cụ thể, có trước các sự vật cụ thể và tồn tại ở trong trí tuệ của Thượng đế.
- Là bản chất hiện hữu của các sự vật cụ thể.
- Là sự trừu tượng hóa các sự vật cụ thể.

### Nhận thức luận[13]
Thomas Aquinas đã tiếp thu quan niệm hình dạng của Aristotle. Theo ông, mọi nhận thức đều diễn ra trong chủ thể nhờ tiếp thu sự tác động từ hình ảnh của khách thể. Nhưng đó là sự tiếp nhận có chọn lọc. Chủ thể chỉ tiếp nhận ở khách thể những cái gì giống với chủ thể (hình ảnh về sự vật) chứ không phải mọi tồn tại về khách thể, là bản thân sự vật vì cái gia nhập vào tinh thần của chủ thể không thể là bản thân khách thể mà phải là cái đã mất đi tính vật chất, hiển hiện lên trong một hình dạng của nó. Bởi nguyên tắc tinh thần chỉ được tiếp nhận được những cái thuộc về tinh thần.
Hình dạng được Thomas Aquinas phân thành hai hình dạngː
- Hình dạng cảm tínhː Đây là hình dạng có trật tự ở bậc thấp. Nó chỉ bao bao quát sự vật với những tính chất ngẫu nhiên, bề ngoài như hình dáng, màu sắc, mùi vị, nhưng nhờ nó mà cái cảm giác trở nên cái cảm thụ tích cực.
- Hình dạng lý tínhː Đây là hình dạng có trật tự ở bậc cao. Thông qua hình dạng lý tính, con người tiếp nhận được những cái chung, cái giống với đối tượng, cái mà trong đó chứa đựng nhiều thực thể riêng biệt để xâm nhập vào bản chất của nó.

Là con trai của một nhà thần học nổi tiếng, tuy vậy tư tưởng của Thomas trong vấn đề này trở thành bước tiến lớn của triết học kinh viện. Ông quan tâm rất nhiềuu những gì Aristotle để lại mà dửng dưng trước di sản của Platon. Thế nhưng, Thomas cũng để lại khá nhiều yếu tố tiêu cực như nặng về logic hình thức, lập luận sáo rỗng, xa rời nghiên cứu có tính chất kinh nghiệm.

### Lý thuyết vềxã hội[14]
Thomas Aquinas tán dương sự thống trị của nhà thờ với nhân dân. Đối với ông, cuộc sống dưới trần gian chỉ là sự chờ đợi và chuẩn bị cho cuộc sống tốt đẹp hơn ở thế giới bên kia. Vì vậy, nhiệm vụ của vương quốc trần thế là thực hiện yêu cầu chính quyền tối cao là nhà thờ và trừng phạt không thương tiếc những kẻ tà giáo.
| “ | Xuyên tạc tôn giáo mà đời sống vĩnh cửu của nó phụ thuộc vào nó là một tội nặng vô cùng hơn cả tội làm tiền giả, vì đồng tiền chỉ làm thỏa mãn nhu cầu đời sống thường ngày. Cho nên quốc vương trần thế buộc những kẻ làm tiền giả là những kẻ phạm tội ác, khép tội chết là đúng thì treo cổ những kẻ tà đạo là việc làm còn đúng hơn | ” |

### Ảnh hưởng[15]
Vào ngày 4 tháng 8 năm 1879, trong thông điệp Oeterni Patris, Giáo hoàng Leo XIII tuyên bố học thuyết của Thomas Aquinas là bắt buộc với mọi giáo hội Cơ Đốc giáo với tư cách "triết học duy nhất chân chính của Cơ Đốc giáo". Còn trong Giáo luật sửa đổi năm 1918, ở khoản 589 có quy định các chủng sinh phải học ít nhất hai năm triết học và bốn năm thần học theo lý thuyết của ngài Thomas mới trở thành được Linh mục. Khoản 1336 yêu cầu các giáo viên chủng viện phải lấy phương pháp và nguyên tắc của ông làm chuẩn.

### Tác phẩm
Tác phẩm lớn nhất của Tôma là cuốn Summa, cuốn sách ông viết từ năm 23 tuổi cho tới lúc chết tuy mới chỉ đến phần III. Cuốn sách đã thể hiện vô cùng rõ quan điểm của Tôma, ông cho rằng mọi hiện tượng tự nhiên, theo ý Chúa, đều có giá trị riêng của nó. Ông đã cố gắng giải thích vì sao hiện tượng lại xảy ra như thế theo kiểu vì Chúa muốn như thế. Ví dụ như ông cho rằng sự giống nhau giữa các loài là bởi vì chúng được tạo ra gần nhau, Chúa đã lấy hình mẫu của con trước để tạo thành con sau.
Dưới đây là danh sách các tác phẩm của Thomasː
- Về tính vĩnh cửu của thế giới nhằm chống lại những kẻ càu nhàu
- Sự thống nhất của lý tính nhằm chống lại Averroes
- Về sự cầm quyền của các lãnh chúa
- Về sự tồn tại và bản chất (1250-1256)
- Tổng số chân lý của giáo hội Cơ Đốc giáo nhằm chống lại đa thần giáo (1259-1264)
- Giải thích biểu tượng niềm tin của các giáo đồ
- Vấn đề phép màu nhiệm
- Về sức mạnh của Chúa
- Về các thiên thần
- Về quỷ dữ
- Về các việc làm bí ẩn của giới tự nhiên
- Về số phận
- Bình luận về siêu hình học của Aristotle
- Bình luận về cuốn sách "Về tâm hồn" của Aristotle
- Bình luận về "Đạo đức của phái Nicolas

## Nhận định
Có lẽ Tôma là một nhà thần học, triết học nhiều hơn là một nhà khoa học, các quan điểm của ông về các lĩnh vực này cho đến ngày nay vẫn còn được đưa ra bàn luận. Mặc dù vậy ông cũng được mệnh danh là "Thầy thuốc của dòng Dominic".
Vì chịu ảnh hưởng rất nhiều Aristotle, triết học của Thomas có hai đặc điểm nổi bậtː
- Hệ thống tư tưởng của Thomas trở nên sinh động hơn gần gũi hơn với hiện thực. Mặc dù Vladimir Ilyich Lenin cho đó là tư tưởng kinh viện, đã giết chết sự sáng tạo của Aristotle cũng như làm bất tử hóa những cái đã chết, ông cũng đánh giá cao sự kế thừa này của Thomas bởi Aristotle đã phê phán chính người thầy của mình là Platon khi triết học của ông thấy mang tính chất bất khả tri.
- Quá dựa vào những ý kiến của Aristotle, Thomas đã không cho phép mình một sự sáng tạo thực sự. Bởi Thomas cũng như nhiều người trước đó và đương thời đều coi Aristotle là mặt trời của tri thức. Bertrand Russell đã viết về thực tế này như sauː

| “ | Thực là rất ít tinh thần triết lý thực thụ trong Aquinas. Khác với Socrates của Platon, ông đã không vạch ra con đường lý luận phải theo. Ông đã không tham gia trong một cuộc tranh luận mà kết quả không thể nào tiên đoán được. Trước khi triết lý thì ông đã biết chân lý rồi. Và chân lý ấy đã được tuyên dương trong tín ngưỡng Công giáo. Trong trường hợp ông khám phá ra được một vài chứng lý xem ra hợp lý cho một vài thành phần của đức tin thì hay lắm, nhưng trong trường hợp ông tìm được thì ông chỉ có cách quay về với mặc khải. tìm ra những chân lý cho một kết luận đã biết trước thì không phải là triết lý mà là một lối biện hộ đặc biệt. Vì vậy, tôi không nghĩ rằng ông xứng đáng được đặc ngang hàng với những triết gia thời danh nhất hoặc là của Hy Lạp, hoặc là của thời cận đại | ” |

## Danh ngôn
| “ | Con người có quyền tự do lựa chọn vì nếu không thì các lời khuyên, lời răn, lời giáo huấn, lời khen và lời chỉ trích sẽ chỉ là vô nghĩa | ” |

## Sách tham khảo

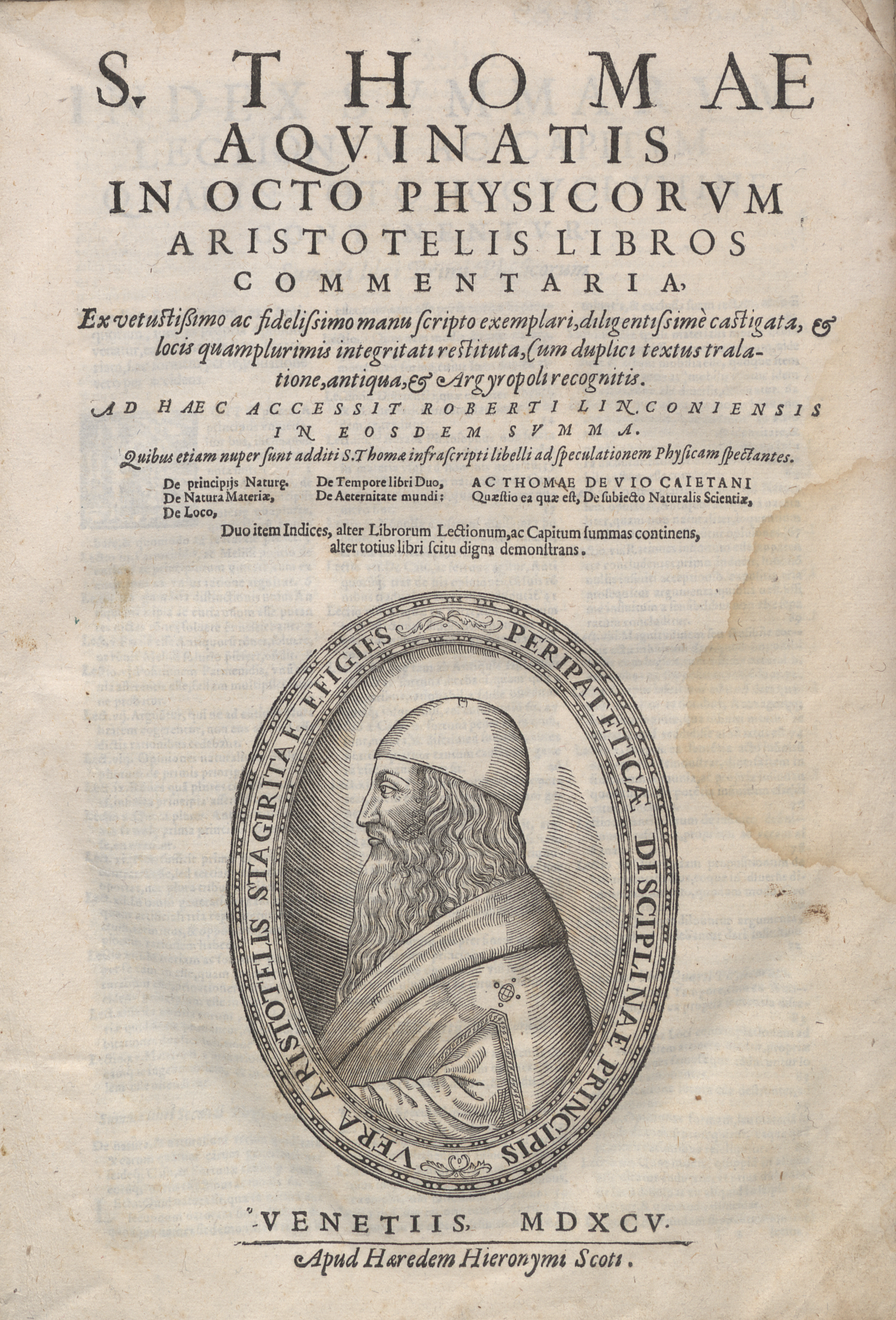
Super Physicam Aristotelis, 1595

- Aquinas, Thomas (2000). Mary T. Clark (biên tập). An Aquinas Reader: Selections from the Writings of Thomas Aquinas. Fordham University Press. ISBN 0-8232-2029-X.
- ——— (2002). Aquinas's Shorter Summa. Manchester, New Hampshire: Sophia Institute Press. ISBN 1-928832-43-1.
- Davies, Brian (1993). The Thought of Thomas Aquinas. Oxford University Press. ISBN 0-19-826753-3.
- ——— (2004). Aquinas: An Introduction. Continuum. ISBN 0-8264-7095-5.
- Geisler, Norman, biên tập (1999). Baker Encyclopedia of Christian Apologetics. Grand Rapids, Michigan: Baker Academic.
- Gordon, Barry (2009) [1987], "Aquinas, St Thomas", The New Palgrave: A Dictionary of Economics, quyển 1.
- Hampden, Renn Dickson (1848). "Encyclopædia Metropolitana". London: John J. Griffin & Co. {{Chú thích tạp chí}}: Chú thích magazine cần |magazine= (trợ giúp); |contribution= bị bỏ qua (trợ giúp)
- Healy, Nicholas M. (2003). Thomas Aquinas: Theologian of the Christian Life. Ashgate. ISBN 0-7546-1472-7.
- Kreeft, Peter (1990). Summa of the Summa. Ignatius Press. ISBN 0-89870-300-X.
- Kung, Hans (1994). Great Christian Thinkers. New York: Continuum Books. ISBN 0-8264-0848-6.
- McInerny, Ralph M. (1993). Aquinas Against the Averroists: On There Being Only One Intellect. Purdue University Press. ISBN 1-55753-029-7.
- Nichols, Aidan (2003). Discovering Aquinas: An Introduction to His Life, Work, and Influence. Wm. B. Eerdmans. ISBN 0-8028-0514-0.
- Russell, Bertrand (1967), A History of Western Philosophy, Simon & Schuster, ISBN 0-67120158-1
- Schaff, Philip (1953). "Thomas Aquinas". The New Schaff-Herzog Encyclopedia of Religious Knowledge. Quyển 126. Grand Rapids, Michigan: Baker Book House. tr. 422–23. Bibcode:1930Natur.126..951G. doi:10.1038/126951c0.
- Stump, Eleonore (2003). Aquinas. Routledge. ISBN 0-415-02960-0.

Ghi nhận

### Tiểu sử
- St. Thomas Aquinas (pdf Lưu trữ ngày 28 tháng 12 năm 2014 tại Wayback Machine) biography from Fr. Alban Butler's Lives of the Saints
- "St. Thomas Aquinas" . Catholic Encyclopedia. 1913.
- St. Thomas Aquinas article by Daniel Kennedy in Catholic Encyclopedia (1912), at NewAdvent.org
- St. Thomas Aquinas Lưu trữ ngày 9 tháng 6 năm 2010 tại Wayback Machine biography by Jacques Maritain
- St. Thomas Aquinas biography by G. K. Chesterton protected by copyright outside Australia
- Vita D. Thomae Aquinatis Lưu trữ ngày 9 tháng 8 năm 2014 tại Wayback Machine a pictorial life of Aquinas from a manuscript by Otto van Veen (1610)

### Về tư tưởng của ông
- Actus Essendi: An Electronic Journal on Aquinas's Doctrine of the Act of Being.
- Brown, Paterson. "Infinite Causal Regression" Lưu trữ ngày 27 tháng 12 năm 2010 tại Wayback Machine, Philosophical Review, 1966.
- Brown, Paterson. "St. Thomas's Doctrine of Necessary Being" Lưu trữ ngày 27 tháng 12 năm 2010 tại Wayback Machine, Philosophical Review, 1964.
- Instituto Teológico São Tomás de Aquino Lưu trữ ngày 20 tháng 3 năm 2011 tại Wayback Machine (Portuguese)
- On the legend of St. Albert's automaton
- Aquinas on Intelligent Extra-Terrestrial Life Lưu trữ ngày 13 tháng 4 năm 2016 tại Wayback Machine
- Poetry of St. Thomas Aquinas
- Biography and ideas Lưu trữ ngày 25 tháng 11 năm 2005 tại Wayback Machine at SWIF/University of Bari/Italy (Italian)
- Postilla in Job From the Book and Special Collections Division at the Library of Congress
- Aquinas's Moral, Political and Legal Philosophy
- Mục nhập Thomas Aquinas  trong Internet Encyclopedia of Philosophy
- Mục nhập Aquinas: Metaphysics  trong Internet Encyclopedia of Philosophy
- Mục nhập Aquinas: Moral Philosophy  trong Internet Encyclopedia of Philosophy
- Mục nhập Aquinas: Political Philosophy  trong Internet Encyclopedia of Philosophy
- Mục nhập Aquinas: Theology  trong Internet Encyclopedia of Philosophy
- Thomas Aquinas at Find a Grave
- Thomistic Philosophy Lưu trữ ngày 12 tháng 9 năm 2017 tại Wayback Machine Inspired by the enduring thought of Saint Thomas Aquinas
- Article on Thomism by the Jacques Maritain Center of Notre Dame University
- Thomistica.net news and newsletter devoted to the academic study of Aquinas
- Aquinas the Scholar Lưu trữ ngày 1 tháng 9 năm 2006 tại Wayback Machine from The Thirteenth, the Greatest of Centuries, ch. XVII. by James Joseph Walsh
- A discussion of Aquinas on BBC Radio 4's In Our Time series 2009

### Tác phẩm của ông
- Các công trình liên quan hoặc của Tôma Aquinô trên các thư viện của thư mục (WorldCat)
- Corpus Thomisticum – his complete works in (tiếng Latinh)
- De Rationibus Fidei/Reasons for the Faith against Muslim Objections... Lưu trữ ngày 29 tháng 7 năm 2013 tại Wayback Machine
- Documenta Catholica Omnia – his complete works in PDF files, in (tiếng Latinh), (tiếng Ý), (tiếng Anh), (tiếng Đức), (tiếng Tây Ban Nha), (tiếng Pháp), (tiếng Bồ Đào Nha)
- Summa contra Gentiles
- Summa Theologica
- The Principles of Nature Lưu trữ ngày 5 tháng 12 năm 2004 tại Wayback Machine
- On Being and Essence Lưu trữ ngày 27 tháng 11 năm 2014 tại Wayback Machine (De Ente et Essentia)
- Catena Aurea (partial)
- Các tác phẩm của Thomas Aquinas tại Dự án Gutenberg
- Bibliotheca Thomistica IntraText: texts, concordances and frequency lists
- An Aquinas Bibliography
- Thomas Aquinas in English Lưu trữ ngày 24 tháng 12 năm 2007 tại Wayback Machine
- De Magistro Lưu trữ ngày 12 tháng 5 năm 2012 tại Wayback Machine (On the teacher q. 11, a.1 of de Veritate)
- Online Galleries, History of Science Collections, University of Oklahoma Libraries Lưu trữ ngày 16 tháng 5 năm 2012 tại Wayback Machine High resolution images of works by Thomas Aquinas in.jpg and.tiff format.